# Alberto Ruiz Benito
Alberto Ruiz Benito, conocido como Lobito, (Barcelona, 22 de diciembre de 1961) es un destacado saltador de pértiga en los años 80 y 90. Olímpico en Los Ángeles 84 y Barcelona 92, ex-récordman español y campeón de España. De 1,78 m de altura y 76 kg de peso, también destacó en las pruebas de velocidad, llegando a ser subcampeón de España de 100 m.

## Carrera deportiva
Se inició en el atletismo de manos del que sería su entrenador de toda la vida, Hans Ruf, en el Instituto Juan de Austria de Barcelona. En el año 1976 realizó el cursillo de verano de iniciación al atletismo del Club Natació Barcelona en el Estadio Olímpico Lluís Companys. En 1977 inició los entrenamientos decantándose por el salto con pértiga, consiguiendo éxitos en las categorías de cadete y juvenil. En 1980 conseguiría el récord de España júnior con una marca de 5,11 m. En 1981 se proclamó por primera vez Campeón de España absoluto cuando tan solo contaba con 19 años y 7 meses. Posteriormente conseguiría el título de Campeón de España Absoluto en doce ocasiones, siete al aire libre y en cinco en pista cubierta.
En 1983 consiguió su primer récord de España con una marca de 5,41 m en el Estadio de Vallehermoso de Madrid. Posteriormente subió el récord de España hasta la marca de 5,61 m en el año 1986 en Manresa. Siete veces batió el récord de España absoluto al aire libre y cinco en pista cubierta. En 1983 participó en el primer Campeonato del Mundo de atletismo que se celebró en Helsinki en el año 1983. En 1984 participó en sus primeros JJOO, los  Juegos Olímpicos de Los Ángeles 1984, quedando en la novena posición. Participó en los primeros Juegos Mundiales en Pista Cubierta de 1985 en pista cubierta celebrados en París, quedando en la sexta posición con una marca de 5,50 m. También en 1985 consiguió la sexta posición en el Campeonato de Europa en pista cubierta de Atenas con 5,50 m y en el Campeonato de España absoluto al aire libre celebrado en Gijón, se proclamó Campeón de España de salto con pértiga, subcampeón de 100 m y consiguió la medalla de oro del relevo 4×100 m como integrante del equipo del Club Natación Barcelona. En 1989 obtuvo la séptima posición en el Campeonato del Mundo en pista cubierta celebrado en Budapest con un salto de 5,50 m y en 1992 volvió a ser olímpico en los Juegos Olímpicos de Barcelona 92 clasificándose en la décima posición. Una lesión le apartó de los Juegos de Seúl'88.
Se retiró en 1996 después de haber sido 39 veces internacional y otros logros deportivos aparte de los mencionados, como 3 títulos de Campeón Iberoamericano y el título de Campeón de Europa de Clubs con el Club Larios Asociación Atlética Moratalaz, en el que militó desde 1987 hasta su retirada.

## Mejores marcas
- Pértiga: 5,61 m en Manresa 26/6/86 y 5,55 m en pista cubierta en Turín 3/02/85
- 100 m: 10,57 s en Gijón 03/08/85
- 200 m: 20,9 s en Barcelona 12/05/85

## Palmarés
- 7 veces Campeón de España Absoluto al aire libre los años 1981 (5,00 m) ‐ 1982 (5,20 m) ‐ 1983 (5,45 m RE) ‐ 1984 (5,55 m RE) ‐ 1985 (5,35 m) ‐ 1986 (5,40 m) ‐ 1988 (5,25 m)
- 5 veces Campeón de España Absoluto en pista cubierta los años 1983 (5,20 m) ‐ 1984 (5,20 m) ‐ 1985 (5,35 m) ‐ 1986 (5,20 m) ‐ 1988 (5,35 m)
- 39 veces internacional absoluto y 3 de la categoría júnior

| AÑO  | COMPETICIÓN                            | CIUDAD      | PUESTO | MARCA             |
| ---- | -------------------------------------- | ----------- | ------ | ----------------- |
| 1983 | Campeonato de Europa en Pista Cubierta | Budapest    | 10º    | 5,30 m            |
| 1983 | Campeonato del Mundo                   | Helsinki    | 20º    | 5,10 m            |
| 1983 | Juegos Iberoamericanos                 | Barcelona   | 1º     | 5,20 m            |
| 1984 | Campeonato de Europa en Pista Cubierta | Göteborg    | 8º     | 5,30 m            |
| 1984 | Juegos Olímpicos                       | Los Ángeles | 9º     | 5,20 m - 5,45 m Q |
| 1985 | Juegos Mundiales Pista Cubierta        | París       | 6º     | 5,50 m            |
| 1985 | Campeonato de Europa en Pista Cubierta | Atenas      | 6º     | 5,50 m            |
| 1986 | Campeonato de Europa en Pista Cubierta | Madrid      | 15º    | 5,15 m            |
| 1986 | Juegos Iberoamericanos                 | La Habana   | 1º     | 5,20 m            |
| 1988 | Juegos Iberoamericanos                 | México DF   | 1º     | 5,30 m            |
| 1989 | Campeonato de Europa en Pista Cubierta | La Haya     | 12º    | 5,40 m            |
| 1989 | Campeonato del Mundo en Pista Cubierta | Budapest    | 7º     | 5,50 m - 5,50 m Q |
| 1991 | Campeonato del Mundo                   | Tokio       | 29Q    | 5,20 m            |
| 1992 | Juegos Iberoamericanos                 | Sevilla     | 3º     | 5,20 m            |
| 1992 | Juegos Olímpicos                       | Barcelona   | 10º    | 5,30 m - 5,55 m Q |

## Profesional y formación
- Diplomado en Educación Social, trabaja como Tutor de Residencia en el Centro de Alto Rendimiento de Sant Cugat del Vallés desde 1996
- Estudios de Ciencias de la Información - Periodismo en la UAB. Jefe de Prensa de la Federación Catalana de Atletismo de 2000 a 2022.
- Comentarista de RTVE para Teledeporte de 2013 a 2015
- Entrenador Nacional de Atletismo por la RFEA. Entrenador de salto con pértiga del CAR de Sant Cugat y del Club Muntanyenc Sant Cugat
- Técnico Deportivo Superior de Atletismo, Grado Superior